# Famille de Grenaud
La famille de Grenaud est une famille originaire du Mâconnais, fixée au XVIe siècle dans le Bugey avec Guichard Grenaud, écuyer, anobli en 1559 par le duc Emmanuel-Philibert de Savoie.
La branche aînée s'éteint en 1740, la branche cadette savoyarde dans la seconde moitié du XXème siècle.
Le 7 juillet 1710, Jean-Pierre de Grenaud (1671-1740), marquis de Rougemont, grand bailli d'épée du Bugey et du Valromey, sans alliance ni postérité, teste en faveur de son cousin, alors âgé de huit ans, Jean-François de Montillet de Grenaud, futur archevêque d'Auch, en lui léguant les deux tiers de ses biens, dans lesquels sont compris la terre, la seigneurie et le titre de marquis de Rougemont, à charge pour ce dernier de porter le nom ainsi que les armes de Grenaud, écartelées avec les armes de Montillet.

## Histoire
La famille de Grenaud est originaire du Mâconnais. Louis de Grenaud rend hommage le 8 avril 1536 au roi de France, François Ier, pour le fief de Roust (ou Rost).
le 12 juillet 1559, Guichard de Grenaud obtient du duc de Savoie, Emmanuel-Philibert, des patentes de noblesse. Selon Amédée de Foras cet anoblissement repose sur le fait probable, « qu'il y ait eu interruption d'exercice de noblesse ».
Cette famille se divise en deux branches.
La branche aînée, éteinte dans la première moitié du XVIIIe siècle acquit une haute position en Bugey et eut pour dernier membre en France Jean-Pierre de Grenaud, marquis de Rougemont, baron de Saint-Julien, etc., bailli d'épée du Bugey et du Valromey.
Par son testament du 7 juillet 1710, Jean-Louis de Grenaud, chevalier, marquis de Rougemont, baron de Sain-Julien et de Corcelles, grand bailli d'épée de Bugey et de Valromey, capitaine au régiment de cavalerie du Dauphin, fit en faveur de Jean-François de Montillet une substitution des deux tiers de ses biens, dans lesquels serait comprise la Terre de Rougemont, à la charge par le substitué de porter le nom et les armes de Grenaud,.
Par arrêt du parlement de Dijon du 16 juin 1713, Jean-Pierre de Grenaud, frère cadet de Jean-Louis de Grenaud, mort sans postérité, lui succèda dans la charge de grand bailli d'épée du Bugey et du Valromey.
En 1758, une estimation des biens du marquisat de Rougemont indique : 36 maisons à Rougemont, 24 à Aranc, 24 à Corlier, 11 à Izenave, 23 à Lantenay, 6 à Outriaz et 50 000 livres de rentes féodales. En 1789, le château de Rougemont est déjà en ruine. L'ensemble fut dispersé après la Révolution française.
La branche cadette, issue de Bertrand de Grenaud, seigneur du Montillet, La Balme et Nercia de Nercia, cité en 1590, continue en Savoie. Elle porte les titres de baron de Saint-Christophe, baron de La Tour de Grilly et est titrée comte de Grenaud par lettres patentes du 11 août 1840 du roi Charles-Albert. À cette branche appartient Anne de Grenaud (en) (1861–1955), épouse de Dimitar Stanchov, mémorialiste et grande-maîtresse de la cour de la princesse Marie-Louise de Bourbon-Parme, princesse régnante de Bulgarie.

## Filiation
- Louis Grenaud.
  - Guichard Grenaud, écuyer, établi à Nantua en Bugey, anobli par le duc de Savoie. IL épouse Louise de Chemina, dont 4 enfants.
    - Jean de Grenaud, écuyer, seigneur de  Rougemont et de Lantenay (Ain), gouverneur de Pierre-Châtel. Il est maintenu dans sa noblesse en Savoie le 20 janvier 1590. En 1591, il épouse Jeanne Reydellet (1545-1616), fille d'Antoine Reydellet, receveur du grenier à sel de Nantua. Dont cinq enfants.
      - Jean-François de Grenaud (vivant avant 1610 et encore cité en 1626), écuyer, seigneur de Rougemont et de Lantenay. Il est sergent major de la ville de Bourg-en-Bresse. Avant 1610, il épouse Charlotte Anne de La Fléchère, fille d'Henri et d'Antoinette de Bellegarde. De ce premier mariage, sont nés six enfants. Le 25 mai 1613, il épouse en secondes noces Jeanne de Bouvens, fille de Jean Aimé de Bouvens, seigneur de Saint-Julien et de Châtillon-en-Michaille. Dont un enfant.
        - (1) Bertrand de Grenaud (1602- ), écuyer, seigneur de Rougemont et de Lantenay. En 1641, il épouse Jeanne Pétronille de Moyria.
          - Joseph de Grenaud, marquis de Rougemont en 1696, premier syndic de la noblesse du Bugey (1679-1686). Le 26 novembre 1663, il épouse Catherine de Montillet. De cette union naissent neuf enfants. Catherine de Montillet est la fille de Claude (3e) de Montillet et de Claudine de Migieu, veuve de Claude Rosetain, qui de ce premier mariage avait eu Barbe-Anthelmette Rosetain qui épousa Bertrand de Montillet (1631-1679), seigneur de Champdor.
            - Claude de Grenaud (1669-1693), capitaine au régiment de Guiche, tué à 24 ans à la bataille de Neerwinden (1693).
            - Jean-Louis de Grenaud, marquis de Rougemont, grand bailli d'épée du Bugey et du Valromey, gouverneur pour le Roi de la ville de Belley. Sans postérité.
            - Jean-Pierre de Grenaud (1671-1740), marquis de Rougemont, grand bailli d'épée du Bugey et du Valromey, sans alliance ni postérité.

        - (2) Louis de Grenaud, (mort en 1641), capitaine d'infanterie, tué au siège de Turin.

    - Bertrand de Grenaud (1530-1571) épouse Jeanne Passerat, fille de Louis Passerat, châtelain de Châtillon-en-Michaille, et de Claudine Robin. Dont sept enfants. Il est le fondateur de la branche des seigneurs du Montillet (possédé de 1550 à 1601) et de Nercia (acquise en 1602).
      - François de Grenaud (1569- ), seigneur de Montillet et Nercia. Il épouse Emmanuelle du Breuil.
        - Pierre de Grenaud (vers 1606-1656), écuyer, seigneur de Condamine et la Balme/Assin en Valromey. Il épouse Isabeau de La Forest.
          - Joseph de Grenaud, seigneur de La Forest et La Balme. Il épouse Jeanne de Loyset.
            - Jean Jacques de Grenaud (1670- ), seigneur de La Forest, baron de St Christophe. IL est capitaine au régiment de Choiseul. Il épouse Josèphe de Gex.
              - Joseph de Grenaud (1725-1799), chevalier, baron de Saint-Christophe et Grilly. Il épouse Françoise de La Forest.
                - René de Grenaud (1759- ), baron de la Tour de Grilly. Il épouse Reine Marie Anne de Menthon Lornay.
                  - Marc Francois Aynard de Grenaud (1787-1854), baron de Saint-Christophe, La Tour, comte de Grenaud, lieutenant général de cavalerie. Il épouse Delphine Thérèse Cannubi Bolleri.
                    - Alexandre Joseph Bonifort de Grenaud (1835-1888), comte de Grenaud, baron de Saint-Christophe, La Tour. Il épouse Gabrielle Della Chiesa.
                      - Anne Rose Caroline Delphine Joséphine Françoise de Grenaud (en) (1861-1955) épouse Dimitar Stanchov (1863-1940).

## Armoiries
| Figure | Blasonnement |
| ------ | --- |
|        | Grenaud - De gueules, à deux bandes ondées d'argent,. Cimier : Un aigle d'or issant. Devise : Non Est Vis Sine Virtute ou Vincit Qvi Patitrvr.                                 |
|        | Montillet - D'azur, au chevron d'argent accompagné en chef d'un croissant du même.                                                                                             |
|        | Montillet de Grenaud - Ecartelé : aux 1 et 4 : d'azur, au chevron d'argent accompagné en chef d'un croissant du même ; aux 2 et 3 : de gueules à deux bandes ondées d'argent,. |

## Titres
La famille de Grenaud porta les titres de : 
- Baron de Corcelles, de Saint-Julien, de Saint-Christophe et de la Tour de Grilly[1].
- Marquis de Rougemont, par lettres-patentes du mois de juin 1696 en faveur de Joseph de Grenaud[12].
- Comte de Grenaud, par lettres patentes du 11 août 1840 du roi Charles-Albert de Savoie en faveur de Marc-François-Aynard de Grenaud[1].

## Possessions
- château de Rougemont, à Aranc.

## Alliances
Les principales alliances de la famille sont : de Chemina, Savarin, Passerat (1562), de Reydellet, de Bordes (1586), de Seyturier, de La Forest (avant 1648 et en 1748), de La Fléchère (avant 1610), de Bouvens (1613), de Montillet (1663), du Breuil, de Pignier (avant 1650), de Moyria (1644), de Lumagne (1680), de Luyset (avant 1690), de Simonet (1706), Jacquet (1712), Jacob de Courgy (1712), Vuillerme de Chambin (1741), Jullien de Villars, Robin d'Apremont (1752), de Gex, de Menthon-Lornay, de Chabod (1785), de Cirace (1808 et 1810), de Rochette de Salagine (1833), Santarelli, Tachet des Combes, Stancioff, de la Porte d'Anglefort (1783), de Loche (1810), Cannubi-Bolleri, delle Chiesa de Cinzano (1855), de Rovasenda del Melle (1849), Hervé (1891), Doynel de La Sausserie (1879).